# Новоолександрівка (Нововасилівська селищна громада)
Новоолекса́ндрівка — село в Україні, у Нововасилівській селищній громаді Мелітопольського району Запорізької області. Населення становить 464 осіб. 

## Географія
Село Новоолександрівка розташоване за 177 км від обласного центру та 46 км від районного центру, на лівому березі річки Апокни, вище за течією і на протилежному березі розташоване селище Нововасилівка.

## Історія
Село засноване 1920 року. З 1935 року перебувало в складі Приазовського району.
12 червня 2020 року, відповідно до розпорядження Кабінету Міністрів України № 713-р «Про визначення адміністративних центрів та затвердження територій територіальних громад Запорізької області», село увійшло до складу Нововасилівської селищної громади.
17 липня 2020 року, в результаті адміністративно-територіальної реформи та ліквідації Приазовського району, село увійшло до складу новоутвореного Мелітопольського району.

## Об'єкти соціальної сфери
- Амбулаторія.

## Особистість
- Кузьменко Іван Прокопович — Герой Радянського Союзу.